# David Leigh
David Leigh (22 dicembre 1956) è un ex nuotatore britannico.

## Carriera
Specializzato nella rana, ha vinto una medaglia di bronzo ai mondiali e due agli europei.

## Palmarès
- Mondiali

Cali 1975: bronzo nei 100m rana.
- Europei

Vienna 1974: bronzo nei 100m e 200m rana.
- Giochi del Commonwealth

Christchurch 1974: oro nei 100m rana, argento nei 200m rana e bronzo nella 4x100m misti.